# Бирори
Бѝрори (на италиански: Birori; на сардински: Bìroro, Бироро) е село и община в Южна Италия, провинция Нуоро, автономен регион и остров Сардиния. Разположено е на 450 m надморска височина. Населението на общината е 562 души (към 2010 г.).